# Alconchel
Alconchel est une commune d’Espagne, dans la province de Badajoz, communauté autonome d'Estrémadure.

## Histoire
Alconchel et sa place forte ont fait partie à partir de la seconde moitié du XIIIe siècle de la baillie templière de Jerez de los Caballeros.

## Monuments
- Château d'Alconchel (es) qui a appartenu à l'ordre du Temple[1] entre 1264[réf. souhaitée] et 1312.